# 青天白日勳章
青天白日勳章，又稱青天白日大藍綬帶，為中華民國的軍職勳章，頒授對象是保家衛國、抵禦外侮的有功軍職人員。其等級僅次於國光勳章，目前獲頒人數計有211人。
此章於1929年5月15日由中華民國國民政府公布《陸海空軍勳章條例》（現《陸海空軍勳賞條例》）時頒行，初名青天白日章，1935年6月15日《陸海空軍勳賞條例》公布时更名为青天白日勳章，章体样式也受到大幅修改，但在1936年元旦以前，仍沿用旧名，旧式章继续颁发。
最近一枚於2020年1月3日頒發予因公殉職的中華民國空軍一級上將沈一鳴。

## 获得者资格
此章頒給陸海空軍軍人。凡捍禦外侮、保衛國家，著下列戰功之一者，頒給之：
1. 運籌適宜，致獲全功者。
2. 戰鬥間處置妥善，使全軍或一部得重要之勝利者。
3. 冒險前進，偵得重要敵情，致獲全勝者。
4. 最困苦時，毅然奮起戰鬥，挽回頹勢者。
5. 冒險辦理戰場後方勤務，成績最著者。
6. 冒險破壞敵人伏置水雷或障礙物，以開導戰艦之進路者。
7. 我軍艦護送多數船舶驟遇敵優勢艦隊，劇戰之後，俾護送船舶得安全航到其目的地者。
8. 於一次任務中擊落敵機四架以上，地面擊燬敵機六架以上者。
9. 空中轟炸命中敵軍之重要根據地、高級司令部、兵工廠、巡洋艦、驅逐艦等，使之全燬或沉沒，有確實證明者。[1]

一般只有卸任中华民国国防部部长和参谋总长可被授予青天白日勋章。

## 章体

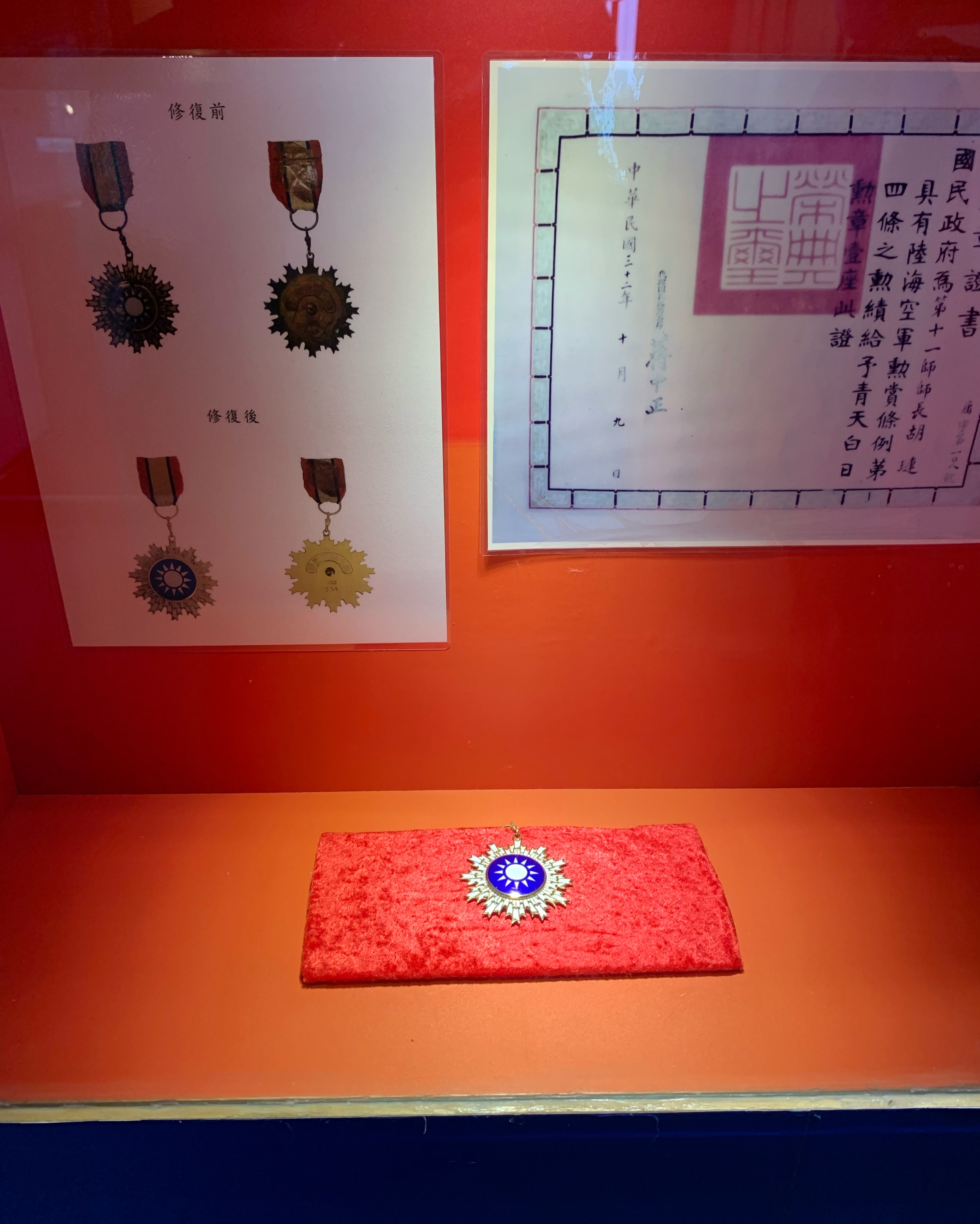
展示在金門縣莒光樓的青天白日勳章

此勳章章体依1980年12月19日修正之《陸海空軍勳賞條例施行細則》之图案完全相同的正（星章）、副（绶章）、大绶带及小礼服饰章和及勳表组成，材質為銀質鍍金，表面含琺瑯質。其勳章的中心為青天白日國徽，代表國家；四周為光芒，象徵榮獲此章者有禦侮克敵、使國家光輝四耀之功勳。
另外由于采玉大勋章同样以中华民国国徽为主图案，故不熟悉中华民国勋章的人容易将采玉大勋章与青天白日勋章混淆。

## 绶带
- 1935年（民國二十四年）6月15日《陸海空軍勳章條例》改訂為《陸海空軍勳賞條例》，此章照舊頒行，為襟綬，有表，不分等級。
- 1980年（民國六十九年）12月19日修正《陸海空軍勳賞條例施行細則》，改為大綬。
- 绶带色彩：中央为白色宽条，外侧各有一红色窄条，红、白条之间各夹有一条蓝色窄条。[1]

此章於著軍禮服時，星章佩於左襟中部，大綬由右肩斜至左脅下；著軍常服時，得佩帶勳表，與他種勳章並佩時，其位置居於國光勳章之後，一等寶鼎勳章之前。

## 外部連結
- 中華民國總統府 ─ 青天白日勳章 （页面存档备份，存于）
- 中華民國國防部 ─ 青天白日勳章圖說

1. 1 2 3  . law.moj.gov.tw.   [2024-09-04]. （原始内容存档于2024-08-01） （中文（臺灣））.
2. ↑  . archive.ph. 2020-01-03  [2024-09-04]. 原始内容存档于2020-01-03.
3. ↑  . 中华民国总统府.   [2024-09-04]. （原始内容存档于2024-09-27）.